# Unidos do Guaraú
O Grêmio Recreativo Carnavalesco Bloco de Samba Unidos do Guaraú é um bloco carnavalesco de São Paulo. Participa todos os anos do desfile oficial do Carnaval da cidade, sendo filiado à UESP. A agremiação é sediada no bairro da Brasilândia, mais precisamente no seio do Sitio Morro Grande. Foi fundada em 23 de abril de 1984.
O bloco foi campeão nos anos de 1988, 1996, 1998, 2001, 2005, 2006, 2010 e 2019.
Atualmente, o Unidos do Guaraú promove a difusão do esporte e da cultura, principalmente entre a população de baixa renda da periferia de São Paulo.[carece de fontes?]

## Segmentos

### Presidentes
| Nome                      | Mandato           | Ref.  |
| ------------------------- | ----------------- | ----- |
| Claudney da Silva         | ?-2014            | [ 3 ] |
| Aníbal Francisco da Silva | 2015 - atualidade | [ 4 ] |

### Diretores
| Ano  | Diretor de Carnaval | Diretor geral de harmonia | Mestre de bateria   | Ref.  |
| ---- | ------------------- | ------------------------- | ------------------- | ----- |
| 2015 | Alemão              | Sandrinho                 | Eduardo e Alexandre | [ 4 ] |

### Casal de Mestre-sala e Porta-bandeira
| Ano  | Nome          | Ref.  |
| ---- | ------------- | ----- |
| 2015 | João e Talita | [ 4 ] |
| 2016 |               |       |

### Corte de bateria
| Ano  | Rainha | Madrinha | Musa | Ref. |
| ---- | ------ | -------- | ---- | ---- |
| 2016 |        |          |      |      |

## Carnavais
| Unidos do Guaraú | Unidos do Guaraú | Unidos do Guaraú | Unidos do Guaraú | Unidos do Guaraú     | Unidos do Guaraú | Unidos do Guaraú |
| Ano              | Colocação        | Grupo            | Enredo | Carnavalesco         | Intérprete       | Ref              |
| ---------------- | ---------------- | ---------------- | --- | -------------------- | ---------------- | ---------------- |
| 1999             | 8°               | Blocos Especiais | Eros Cupido e os Deuses da Mitologia                                                                                                | Hugo José            | Carlão Maneiro   |                  |
| 2000             | 9°               | Blocos Especiais | Folclore - Cultura de Integração Nacional Compositor:Márcio Alessandro                                                              | Bispo                |                  |                  |
| 2001             | Campeão          | Blocos 1 - Norte | As Maravilhas do Picadeiro Compositores:Edilson Marques dos Santos, Gildasio Alves, José Carlos dos Santos e Fernando Bento Bellini | Comissão de Carnaval |                  |                  |
| 2002             | 8°               | Blocos Especiais | Atlântida - Da Luz do Sol ao Reino de Netuno Compositores:Julinho, Aleba, Marques, David e Cabritinho                               | Comissão de Carnaval |                  |                  |
| 2003             | 5°               | Blocos Especiais | Dezoito Anos, Completei Maioridade, Mas Ainda Acredito em Fadas e Bruxas Compositores:Márcio Alexandro e Anderson                   | Comissão de Carnaval |                  |                  |
| 2004             | 7º               | Blocos Especiais | Estação da Luz Compositores:Marcio, Alan e Davi                                                                                     | Comissão de Carnaval |                  | [ 1 ]            |
| 2005             | Campeão          | Blocos Especiais | Paixões Nacionais - Samba, Cerveja e Futebol Compositores:Alan, Marcio e Marques                                                    | Comissão de Carnaval |                  | [ 1 ]            |
| 2006             | Campeão          | Blocos Especiais | O Ponto de Vista de Um Brasileiro Compositores: Ala de Compositores                                                                 | Comissão de Carnaval |                  | [ 1 ]            |
| 2007             | 9º               | Blocos Especiais | Moça Bonita não paga, mas também não leva. Sou Feirante, mas eu sou Feliz Compositores:Marques, Fernando, Nenê, Zezão e Chiquinho   | Comissão de Carnaval |                  | [ 1 ]            |
| 2008             | 12º              | Blocos Especiais | Eu tenho um pé na senzala | Comissão de Carnaval |                  | [ 1 ]            |
| 2009             | 3º               | Blocos Especiais | Respeitável público, o show vai começar.                                                                                            | Comissão de Carnaval |                  | [ 1 ]            |
| 2010             | Campeão          | Blocos Especiais | O Sitio do Pica-Pau Amarelo Compositores:Alex do Cavaco, Pan e Alex do Banjo                                                        | Comissão de Carnaval |                  | [ 1 ]            |
| 2011             | 5º               | Blocos Especiais | Mamonas Assassinas, rumo ao carnaval 2011                                                                                           | Comissão de Carnaval |                  | [ 1 ]            |
| 2012             | 10°              | Blocos Especiais | Delírio Total, hoje tem baile de Carnaval Compositores:Marcio Pimenta e Vitor Divinal                                               | Comissão de Carnaval |                  | [ 1 ]            |
| 2013             | 8°               | Blocos Especiais | Halloween; entre doces e travessuras a magia do espanto.                                                                            | Comissão de Carnaval |                  | [ 1 ]            |
| 2014             | 13°              | Blocos Especiais | Lá vem o Índio Brasileiro, com o Guaraú e seu povo guerreiro!!!                                                                     | Comissão de Carnaval |                  | [ 1 ]            |
| 2015             | 9°               | Blocos Especiais | Levanta, sacode a poeira e dá a volta por cima Compositores:Vitinho, César e Vanessa                                                | José Roberto         |                  | [ 4 ]            |
| 2016             | 6º lugar         | Blocos Especiais | Vila do Chaves Compositores:Vitinho, César e Vanessa                                                                                | José Roberto         |                  | [ 5 ]            |
| 2017             | 14º lugar        | Blocos Especiais | Brasilândia 70 anos, nos trilhos da evolução Compositores:                                                                          |                      |                  |                  |